# Embelia ruminata
Embelia ruminata är en viveväxtart som först beskrevs av Ernst Meyer och A. Dc., och fick sitt nu gällande namn av Carl Christian Mez. Embelia ruminata ingår i släktet Embelia och familjen viveväxter. Inga underarter finns listade i Catalogue of Life.